# Michaił Wolpin
Michaił Dawydowicz Wolpin (ros. Михаи́л Давы́дович Во́льпин; ur. 15 grudnia?/28 grudnia 1902 w Mohylewie, zm. 21 lipca 1988 w Moskwie) – radziecki scenarzysta, dramaturg i poeta. Laureat Nagrody Stalinowskiej (1951). Pochowany na Cmentarzu Wwiedieńskim w Moskwie.

## Filmografia

### Filmy animowane

#### Scenariusz
- 1948: Niegrzeczny Fiedia
- 1950: Bajka o rybaku i rybce
- 1954: Królewna żabka
- 1955: Cudowna podróż
- 1959: Skoro budiet dożd´
- 1960: To ja narysowałem ludzika
- 1961: Klucz
- 1961: Murawjiszka-chwastuniszka
- 1962: Historia pewnego przestępstwa
- 1964: Chrabryj portniażka
- 1967: Eto nie pro mienia
- 1969: Kapryśna królewna
- 1971: Ogoń

#### Autor tekstu
- 1940: Cyrk
- 1948: Pierwyj urok
- 1951: Na wysokiej górze

#### Autor tekstów piosenek (wierszy)
- 1948: Cwietik-siemicwietik
- 1948: Mistrz narciarski
- 1948: Noc noworoczna
- 1949: Obcy głos
- 1950: Gdy na choinkach zapalają się ognie
- 1950: Cudowny młyn
- 1955: Niecodzienny mecz
- 1956: Bajka o przebiegłym szakalu i dobrym wielbłądzie
- 1962: Dzikie łabędzie
- 1965: Pastereczka i kominiarczyk
- 1966: Nargis

### Filmy fabularne

#### Scenariusz
- 1938: Wołga-Wołga
- 1943: Aktorka
- 1953: Zastawa w gorach
- 1957: Rasskazy o Leninie
- 1964: Dziadek Mróz
- 1968: Ogień, woda i miedziane trąby
- 1974: Cariewicz Prosza
- 1976: Jak Iwanuszka szukał cudu
- 1979: Słowik
- 1982: Księżniczka w oślej skórze
- 1986: Skazka pro wlublonnogo malara

#### Autor tekstów piosenek (wierszy)
- 1949: Wesoły jarmark